# 1759
1759 (MDCCLIX) a fost un an obișnuit al calendarului gregorian, care a început într-o zi de duminică.

## Evenimente
- 13 septembrie: Bătălia de la Quebec. Confruntare decisivă din Războiul francez și indian (Războiul de șapte ani, Războiul Pomeranian).

### Nedatate
- Guinness PLC. Se inaugurează fabrica de bere în Dublin, Irlanda, de către Arthur Guinness.

## Nașteri
- 25 ianuarie: Robert Burns, poetul național al Scoției (d. 1796)
- 22 martie: Hedwig Elizabeth Charlotte de Holstein-Gottorp, soția regelui Carol al XIII-lea al Suediei (d. 1818)
- 25 octombrie: Maria Feodorovna, a doua soție a Țarului Pavel I al Rusiei (d. 1828)
- 10 noiembrie: Friedrich von Schiller, poet și dramaturg german (d. 1805)

## Decese
- 14 aprilie: Georg Friedrich Händel  (n. 1685)
- 10 august: Ferdinand al VI-lea al Spaniei  (n. 1713)
- 27 iulie: Pierre Louis Maupertuis  (n. 1698)
- 12 ianuarie: Anne, Prințesă Regală și Prințesă de Orania  (n. 1709)
- 6 decembrie: Prințesa Louise-Élisabeth a Franței  (n. 1727)
- 9 februarie: Louise Henriette de Bourbon  (n. 1726)
- 29 noiembrie: Nicolaus I Bernoulli matematician elvețian (n. 1687)
- 12 iunie: William Collins (poet)  (n. 1721)
- 4 septembrie: Prințesa Elisabeta a Marii Britanii  (n. 1741)
- 12 mai: Lambert-Sigisbert Adam sculptor francez (n. 1700)
- 29 iulie: Kata Bethlen scriitoare maghiară (n. 1700)
- 24 decembrie: Jean-André Peyssonnel medic francez (n. 1694)
- 26 ianuarie: Johanna Katharina de Montfort  (n. 1678)
- 29 martie: Pierre-Charles Le Mettay pictor francez (n. 1726)
- dată necunoscută: Bernardo Germán de Llórente artist spaniol (n. 1680)
- 7 iulie: György Árvay  (n. 1698)